# Vepriai
Vepriai est un village de Lituanie, de l'apskritis de Vilnius, du district d'Ukmergė,  à 15 km au sud-ouest d'Ukmergė et au sud-est de Jonava. Sa population en 2001 se montait à 663 habitants. Il est situé au bord du lac de Vepriai et de la rivière Šventoji.

## Histoire

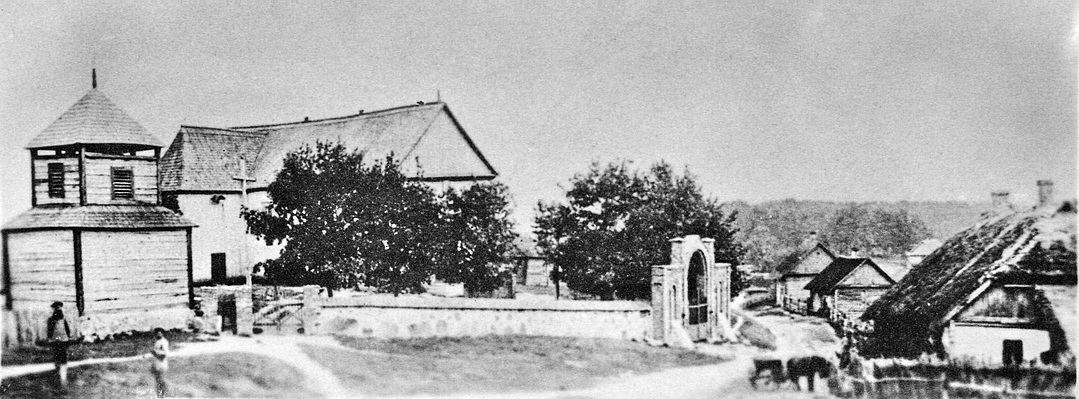
Vepriai en 1900.

Vepriai est mentionné pour la première fois en 1348 dans la description de chemins par l'ordre Teutonique. Durant le Moyen Âge, Vepriai était une forteresse de bois au bord du lac de Vepriai et de la rivière Riešė. Elle a gardé le territoire lituanien contre les ennemis de l'ouest. Postérieurement, la forteresse était devenue le manoir avec un hameau, géré par des seigneurs différents. Un château renaissance était construit en XVIIe siècle et détruit pendant les guerres. Le manoir présent a été construit près du lac au XIXe siècle.

## Culture

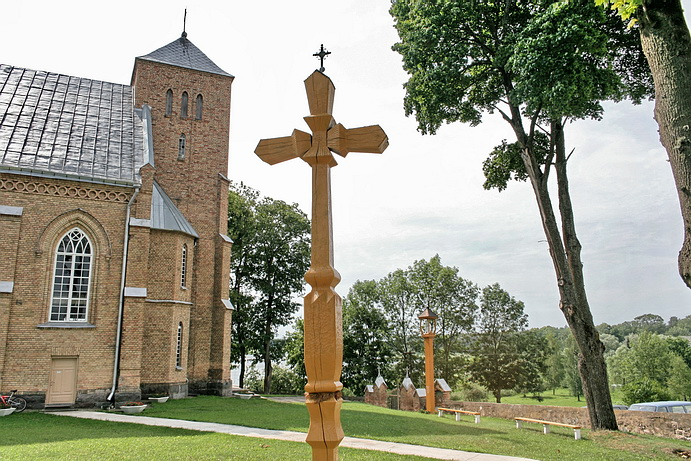
L'église de Vepriai.

Plusieurs bâtisses ont de l'importance, dont le palais néo-classique avec un parc, une chapelle baroque (XVIIIe siècle) à la mémoire de Confédération de Bar, de même qu'une église catholique néo-gothique de la Sainte Vierge Marie la Reine du Rosaire, construite en 1910.
Le calvaire (chemin de croix) de Vepriai a été établi en 1846 et est visité par les pèlerins chaque Pentecôte. Les petites chapelles de briques et portes de bois et fer ont été relevées en 1989.

## Géographie
Vepriai est situé en Haute Lituanie, 4 km au sud de l'autoroute reliant les villes d'Ukmergė, Jonava et Kaunas. Vepriai est situé 11 km au sud-ouest de Deltuva et 10,5 km au nord-est d'Upninkai. Le troisième cours d'eau en importance de Lituanie, la Šventoji, coule juste au sud de la ville. Les forêts, les collines et les vallées font partie du paysage de Vepriai et de sa région. Le pittoresque Lac Vepriai sert pour la pêche et les activités de loisir des habitants et des estivants.
Le centre du plus grand cratère de météorite retrouvé en pays baltes (8 km), le cratère de Vepriai, est situé à proximité du village.